# Wycheproofite
La wycheproofite (simbolo IMA: Wyc) è un rarissimo minerale appartenente alla famiglia dei "fosfati, arseniati e vanadati" con composizione chimica NaAlZr(PO4)2(OH)2 • H2O.

## Etimologia e storia
La wycheproofite prende il nome dalla località tipo, la cava di granito vicino a Wycheproof, nello Stato di Victoria (in Australia).

## Classificazione
La classica nona edizione della sistematica dei minerali di Strunz, aggiornata dall'Associazione Mineralogica Internazionale (IMA) fino al 2009, elenca la wycheproofite nella classe "8. Fosfati, arseniati, vanadati" e da lì nella sottoclasse "8.D Fosfati, ecc. con anioni aggiuntivi, con H2O"; questa viene suddivisa più finemente in base alla dimensione dei cationi coinvolti e al rapporto tra ione idrossile e composto fostato/arsentiato/vanadato, in modo tale da trovare la wycheproofite elencata nella sezione "8.DJ Con cationi di media e grande dimensione, (OH, ecc.):RO4 = 1:1" dove è l'unico membro del sistema nº 8.DJ.30.
Tale classificazione resta invariata anche nell'edizione successiva, proseguita dal database "mindat.org" e chiamata Classificazione Strunz-mindat.
Nella Sistematica dei lapis (Lapis-Systematik) di Stefan Weiß la wycheproofite si trova nella classe dei "fosfati, arseniati e vanadati" e nella sottoclasse dei "fosfati [arseniati o vanadati] idrati, con anioni estranei"; qui il minerale è nella sezione dei minerali con "cationi medi e molto grandi: Al-Mg e Ca-Na-K" dove è l'unico membro del sistema nº VII/D.40.
Anche la classificazione dei minerali secondo Dana, usata principalmente nel mondo anglosassone, elenca la wycheproofite nella famiglia dei "fosfati, arseniati e vanadati"; qui è nella classe dei "fosfati idrati ecc." e nella sottoclasse dei "fosfati idrati ecc., con varie formule" dove è l'unico membro del sistema 40.05.05.

## Abito cristallino
La wycheproofite cristallizza nel sistema triclino nel gruppo spaziale P1 (gruppo nº 2) con i parametri di cella a = 5,263(1) Å, b = 9,251(2) Å, c = 9,480(2) Å, α = 109,49(3)°, β = 98,57(3)° e γ = 90,09(3)°, oltre ad avere 2 unità di formula per cella unitaria.

## Origine e giacitura
La wycheproofite è stata trovata come minerale di riempimento di cavità in vene pegmatitiche in una cava di granito; la paragenesi è con cyrilovite, eosforite, kosnarite e sciorlite.
La wycheproofite è molto rara ed è stata trovata solo nella sua località tipo, la cava di granito vicino a Wycheproof (36.07639°S 143.23472°E), nello Stato australiano di Victoria.

## Forma in cui si presenta in natura
La wycheproofite forma cristalli anedrali finemente fibrosi, di diversi mm, in masse compatte. Il minerale ha lucentezza tra il vitreo e il perlaceo e colore che va dall'arancione rosato pallido all'arancione marroncino pallido, mentre il colore del suo striscio è sempre bianco.